# فرودگاه گاردنر فارم
فرودگاه گاردنر فارم (به انگلیسی: Gardner Farm Airport) یک فرودگاه خصوصی است . این فرودگاه در کشور ایالات متحده آمریکا قرار دارد و در ارتفاع ۹۱۴ متری از سطح دریا واقع شده‌است.